# Erich Gleixner
Erich „Spitze“ Gleixner (* 1. April 1920 in Burgstädt/Sachsen; † 22. Januar 1962 in Osnabrück) war ein deutscher Fußballspieler. Als Mitglied der deutschen Amateurnationalmannschaft nahm er an den Olympischen Sommerspielen 1952 in Helsinki teil.

## Laufbahn

### Vereine
Während des Zweiten Weltkriegs gehörte Gleixner zu den Stützen des BC Hartha in der Gauliga Sachsen. An der Seite von Nationalspieler Erich Hänel bestritt er mit dem Kleinstadtclub in der Nähe von Chemnitz Spiele in der damals höchsten Klasse. Durch den Zweiten Weltkrieg verlor das Fußballtalent, wie so viele Angehörige seines Alters (gleicher Jahrgang: Fritz Walter), die besten Jahre als Sportler. Nach dem Krieg spielte er für eine kurze Zeit 1945/46 in seiner Geburtsstadt Burgstädt. Über SG Hartha kam er schließlich 1947 zum VfL Osnabrück. Gemeinsam mit Karl-Heinz Gehmlich (222 OL-Spiele von 1947 bis 1956) war er von Trainer Kurt Schmidt (dem ersten Trainer des VfL Osnabrück nach dem Zweiten Weltkrieg in der neuen Oberliga Nord) zu diesem Wechsel überredet worden.

### VfL Osnabrück: 1947 bis 1956
Sein erstes Punktspiel für den VfL Osnabrück bestritt Erich Gleixner am 11. Mai 1947 um die Meisterschaft der Oberliga Niedersachsen-Nord (so nannte sich die erste Spielklasse nach dem Zweiten Weltkrieg; sie wurde durch eine „Interessengemeinschaft des norddeutschen Fußballsports“ aus der Taufe gehoben) entscheidenden Spiel bei Werder Bremen. Die Hanseaten gewannen mit 4:3 Toren und holten anschließend auch den Titel des Niedersachsenmeisters. Gleixner wurde in Osnabrück gleich Stammspieler, seine Position war zumeist die des linken Außenläufers, und erzielte in seiner ersten Oberligasaison acht Tore. Gemeinsam mit Karl-Heinz Gehmlich beherrschte der herausragende Techniker das Mittelfeldspiel des VfL.
In der Runde 1948/49 rangierte das Team von der Bremer Brücke mit einem Punkt Rückstand hinter den punktgleichen Hamburger SV und FC St. Pauli auf dem dritten Platz der Abschlusstabelle. Wochenlang hatte die Mannschaft um Sturmführer Adolf Vetter die Tabelle angeführt. Mit den zwei in Folge erlittenen Niederlagen gegen St. Pauli (27. Februar 1949) und dem Hamburger SV (6. März 1949), jeweils ohne einen eigenen Treffer, wurde in der 12er-Staffel mit 31:13 Punkten die Meisterschaftsentscheidung verpasst. Nach der 2:3-Heimniederlage am 3. April 1949 gegen Arminia Hannover zogen St. Pauli und der HSV auf der Zielgeraden am VfL vorbei. Erich Gleixner hatte alle 22 Spiele bestritten und dabei fünf Tore beigesteuert.
Mit Beginn der Vertragsspielerzeit (320 DM im Monat war für die Spieler möglich) in der Saison 1949/50 war der Ex-Kieler Herbert Widmayer Trainer in Osnabrück. Nach schwachem Start, der Trainer zog deshalb sogar für ein Spiel nochmals die Fußballstiefel an, wurde noch der dritte Rang belegt und damit der Einzug in die Endrunde um die deutsche Meisterschaft 1950 erreicht. Gleixner war in 27 Spielen mit drei Toren dabei. „Adi“ Vetter holte zum dritten Mal die Torschützenkrone in der Oberliga Nord. In der Vorrunde traf die Mannschaft mit der Läuferreihe Gehmlich, Friedel „Schimmel“ Meyer und Gleixner am 21. Mai 1950 im Müngersdorfer Stadion in Köln auf den VfB Stuttgart. Nach einer frühen 1:0-Führung durch Vetter in der fünften Spielminute entschied Baitinger in der 83. Minute mit dem 2:1-Siegtreffer das Spiel für die Mannschaft von Trainer Georg Wurzer. Die Süddeutschen holten am 25. Juni die deutsche Meisterschaft mit einem 2:1-Erfolg gegen die Offenbacher Kickers nach Stuttgart.

#### Die Runde 1951/52
Die erfolgreichste Runde erlebte Erich Gleixner im Spieljahr 1951/52. Zuerst errang er mit dem VfL in der Oberliga Nord die Vizemeisterschaft. In der Verbandsrunde bestritt er zumeist in der Läuferreihe zusammen mit Gehmlich und Stopper Walter Komorowski 27 Ligaeinsätze. Er erlebte den im Februar 1952 durch den neuen Präsidenten Friedel Schwarze vollzogenen Trainerwechsel von Rudolf Prokoph hin zu Harry Hemmo. Die Oberaufsicht hatte der ehemalige Reichsbund-Sportlehrer und Trainer der „Gartlager Elf“ (Niedersachsenmeister 1939 und 1940), Walter Hollstein. In der Endrunde um die deutsche Fußballmeisterschaft 1952 hatte es der VfL mit dem VfB Stuttgart, RW Essen und Tennis Borussia Berlin zu tun. Zu den ersten zwei Heimspielen am 27. April und 11. Mai pilgerten 60.000 Zuschauer zur Bremer Brücke. Zusammen mit Gehmlich und Hans Haferkamp versorgte der Techniker aus dem linken Mittelfeld die torgefährlichen „Ötti“ Meyer und „Adi“ Vetter mit Vorlagen. Durch die drei Niederlagen in den Auswärtsspielen verpasste man den Einzug in das Finale. Stuttgart gewann am 22. Juni das Endspiel gegen den 1. FC Saarbrücken. Persönlich war die Berufung in die neu gebildete Amateurnationalmannschaft im Jahr 1952 der dritte Höhepunkt für Erich Gleixner.
Drei Tage nach dem 3:2-Heimsieg in der Endrunde gegen RW Essen stand er im Debütspiel der Amateurnationalmannschaft am 14. Mai 1952 in Düsseldorf gegen Großbritannien auf dem Platz. Mit Kurt Sommerlatt und Herbert Jäger bildete er beim 2:1-Sieg die Läuferreihe. Bei den Olympischen Spielen in Finnland kam er am 20. Juli gegen Ägypten und am 29. Juli gegen Jugoslawien zum Einsatz. Der im Olympiaturnier errungene vierte Platz war durch die ungleichen Bedingungen („Staatsamateure“ aus dem Ostblock traten mit der aktuellen A-Nationalmannschaft an) als äußerst positiv zu bewerten.

#### Ende der Spielerkarriere beim VfL Osnabrück 1956
Am 24. Juni 1956 wurde Erich Gleixner gemeinsam mit Hannes Haferkamp vor dem 2:0-Sieg des VfL gegen die SpVgg Fürth an der Bremer Brücke offiziell verabschiedet. Von 1947 bis 1956 hatte er in der Oberliga Nord 210 Punktspiele mit 25 Toren absolviert.
Anschließend verstärkte der 36-Jährige zunächst die VfL-Amateure und verhalf dieser Mannschaft gemeinsam mit Hannes Haferkamp zum Aufstieg in die Verbandsliga. Zuletzt trug er 1958/59 noch 13-mal das Trikot von Eintracht Osnabrück in der Amateuroberliga. Später betätigte sich Gleixner als Trainer beim BV Quakenbrück.

### Auswahlspiele/Ehrungen
Erich Gleixner trug 20-mal das Trikot Niedersachsens und stand sechsmal in der Auswahl von Norddeutschland. Mit dem Norden absolvierte er zwei Repräsentativspiele am 17. Oktober 1948 in Nürnberg gegen Süddeutschland und am 14. Mai 1950 in Köln gegen Westdeutschland. Beim 4:3-Erfolg von Norddeutschland in Köln spielte die komplette Läuferreihe des VfL Osnabrück mit Gleixner, Meyer und Haferkamp.
Vom Niedersächsischen Fußball-Verband wurde er mit der Silbernen Ehrennadel ausgezeichnet.

## Privates
Zusammen mit seiner Ehefrau Maria Gleixner eröffnete er ein Osnabrücker Sporthaus, das die Witwe nach seinem frühen Tod weiterführte.